# Ayodhya
Ayodhya (hindi अयोध्या) – miasto w północnej części Indii w stanie Uttar Pradesh, na Nizinie Hindustańskiej.

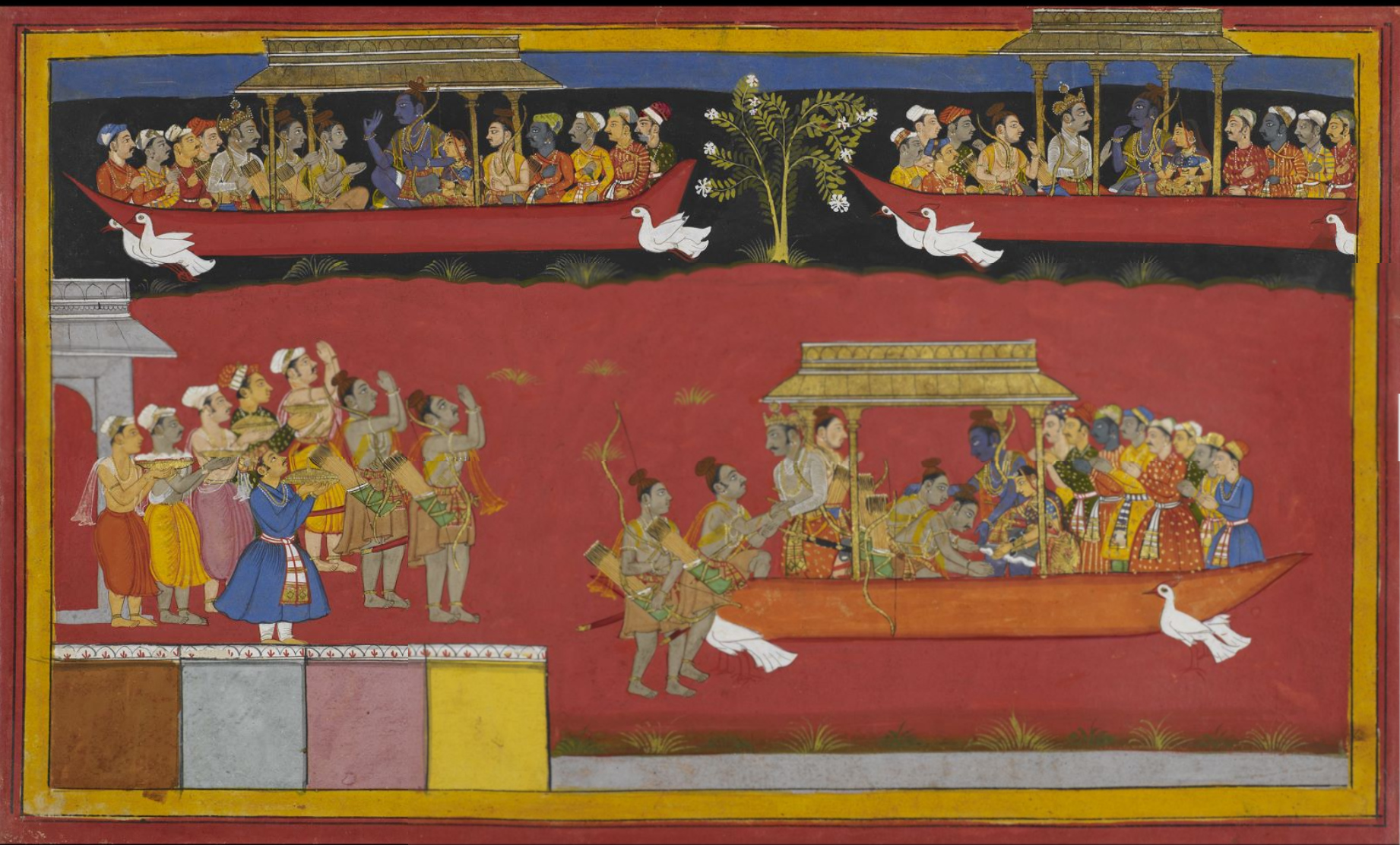
Powrót Ramy do Ayodhyi

Populacja miasta w 2001 roku wynosiła 49 650 mieszkańców.
Miasto to stało się w końcu XX w. symbolem waśni religijnych i niszczenia historycznego dziedzictwa kulturowego z pobudek religijnych.
W grudniu 1992 działacze hinduistyczni, zwani Kar Sevaks, zniszczyli kompletnie XVI-wieczny meczet Babri Masjid, pod pretekstem odsłonięcia pozostałości świątyni hinduistycznej Ram Janmabhoomi, zbudowanej jakoby w miejscu urodzin boga Ramy, wcielenia Wisznu, która miała być podobno w przeszłości zniszczona, aby dać miejsce pod budowę meczetu. 
Wynikłe z tego incydentu zamieszki religijne, które objęły nie tylko samą Ayodhyę, ale także inne miasta Indii, trwały dwa miesiące (grudzień 1992 – styczeń 1993) i spowodowały śmierć kilku tysięcy osób (w tym zamieszki w Bombaju). 
Jedną z przyczyn zniszczenia meczetu stała się opinia przedstawiona w lipcu 1992 przez grupę archeologów, którzy stwierdzili, że meczet wzniesiony został na miejscu, w którym w X-XII w. musiała znajdować się świątynia hinduistyczna. Argumenty archeologiczne są nadal wykorzystywane w niekończącej się dyskusji politycznej na temat wydarzeń w Ayodhyi. W 2003 sąd stanowy w celu ustalenia, czy należy odbudować świątynię islamską, czy też zbudować na tym miejscu świątynię hinduistyczną, nakazał przeprowadzenie badań radarowych na miejscu zniszczonego meczetu, a następnie wykonanie badań wykopaliskowych w miejscu wykrycia anomalii geofizycznych. Pospieszne badania przeprowadzone przez rządową instytucję Archaeological Survey of India, trwające zaledwie miesiąc, doprowadziły do konkluzji, że meczet rzeczywiście wzniesiony został na pozostałościach starszej, średniowiecznej świątyni hinduistycznej.
Wykorzystywanie argumentów archeologicznych do uzasadnienia niszczenia zabytków zbulwersowało światową opinię archeologiczną, wywołując m.in. gwałtowne reakcje w czasie kongresu międzynarodowego stowarzyszenia archeologów World Archaeological Congress (WAC), który odbył się w 1994 w New Delhi w Indiach.